# Andrzej Radkiewicz
Andrzej Radkiewicz (ur. 24 października 1961 w Radomiu) – polski inżynier mechanik, członek NZS od 1980 r., działacz społeczny.

## Życiorys

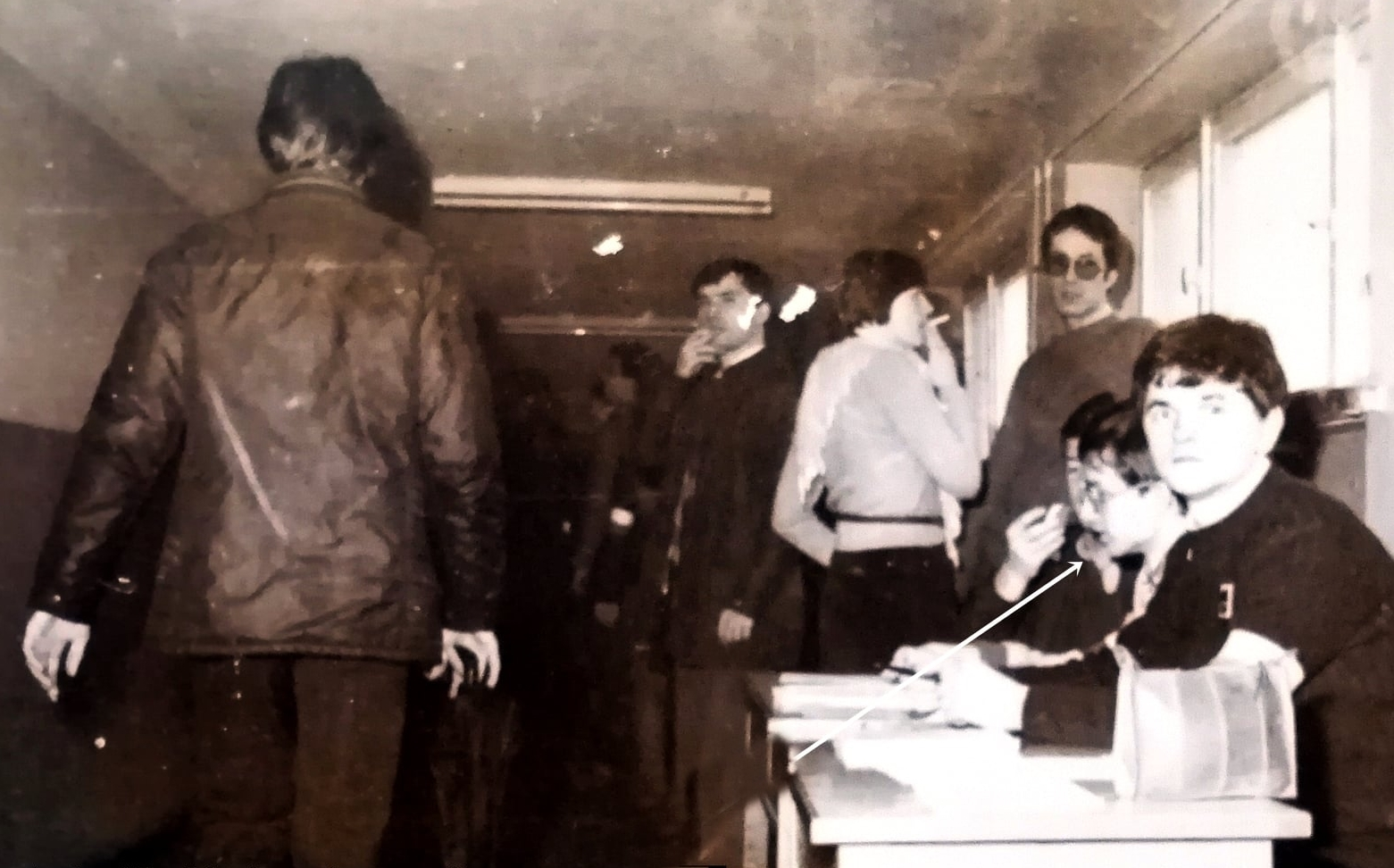
Andrzej Radkiewicz (drugi od prawej) podczas strajku ostrzegawczego w Wyższej Szkole Inżynierskiej w Radomiu, marzec 1981

Absolwent Wyższej Szkoły Inżynierskiej w Radomiu, Wydz. Mechanicznego (1986), i Uniwersytetu Marii Curie-Skłodowskiej w Lublinie, Wydz. Prawa i Administracji (2011).

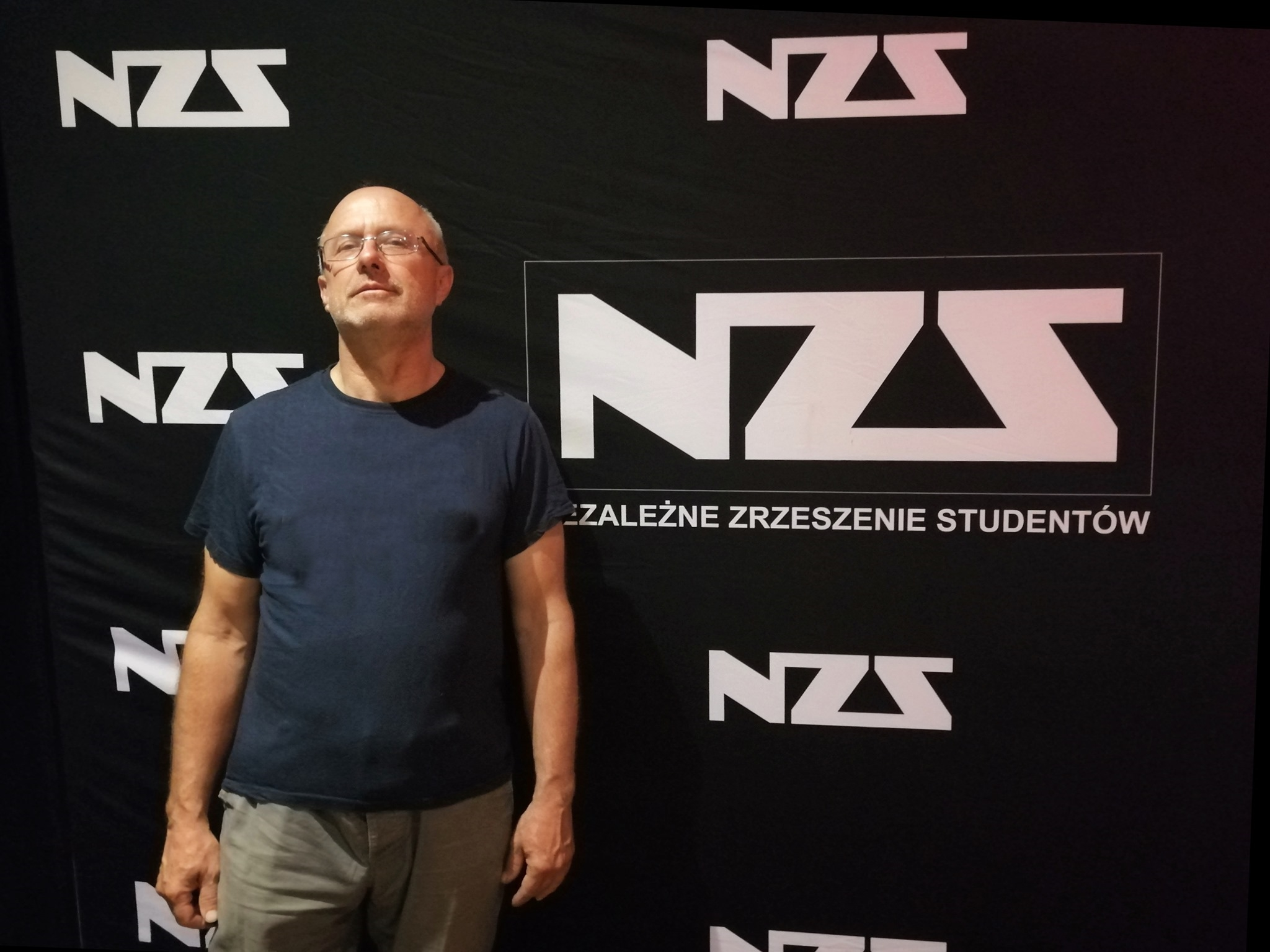
Andrzej Radkiewicz na obchodach 40-lecia powołania Niezależnego Zrzeszenia Studentów

W latach 1979–1980 kolportował niezależne książki i czasopisma, m.in. „Opinię”, „Kulturę”. W 1980 roku założył Radomską Oficynę Studencką „Rosa”. W latach 1980–1981 członek NZS, szef Sekcji Kultury w WSI w Radomiu. W marcu 1981 roku był uczestnikiem strajku ostrzegawczego na terenie radomskiej uczelni, a także strajku okupacyjnego, który trwał od 26 października do 13 grudnia. W latach 1980–1982 był członkiem niezależnego, a następnie podziemnego ruchu wydawniczego. W okresie stanu wojennego nawiązał liczne kontakty z działaczami NZS i Niezależnego Samorządnego Związku Zawodowego „Solidarność”. Zajmował się sporządzaniem i kolportażem nielegalnych ulotek i wydawnictw. Za prowadzoną działalność opozycyjną został aresztowany 1 grudnia 1982 r. Na podstawie art. 48 ust. 3 dekretu z dnia 12 grudnia 1981 r. o stanie wojennym oskarżony o to, że w listopadzie 1982 roku w Radomiu działając wspólnie i w porozumieniu sporządzał w zamiarze rozpowszechniania ulotki i inne materiały propagandowe zawierające w swej treści wiadomości fałszywe mogące wywołać niepokój publiczny lub rozruchy. Był rozpracowywany w latach 1982–1983 przez Komendę Wojewódzką MO w Radomiu w ramach sprawy o kryptonimie Drukarz oraz w latach 1983–1985 w ramach kwestionariusza ewidencyjnego pod kryptonimem Student. 25 lutego 1983 r. Wojskowy Sąd Garnizonowy w Kielcach skazał go na rok pozbawienia wolności w zawieszeniu na dwa lata. Decyzją rektora Wyższej Szkoły Inżynierskiej w Radomiu został zawieszony w prawach studenta, lecz został przywrócony na studia w październiku 1983 r.
W działalności społecznej z własnych środków wspierał rozwój dzieci i młodzieży w radomskiej dzielnicy Borki, organizując liczne zajęcia o charakterze sportowo-rekreacyjnym (w tym klub tenisa stołowego, wycieczki, kolonie). Działa jako wolontariusz w Hospicjum Królowej Apostołów w Radomiu. Od 2015 roku znany jest radomskiej społeczności jako rekonstruktor tradycji sarmackich. Od 2018 roku jest aktorem amatorskiego Teatru Proscenium przy Radomskiej Orkiestrze Kameralnej.

## Galeria

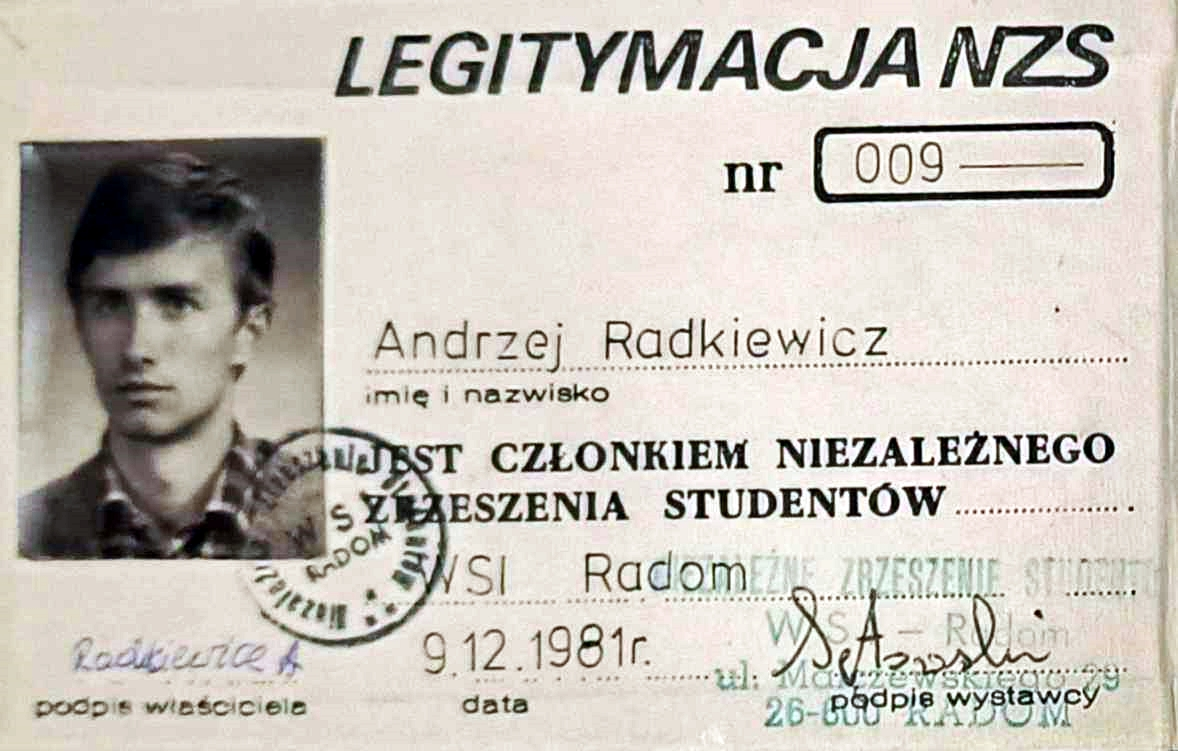
Andrzej Radkiewicz, legitymacja członkowska Niezależnego Zrzeszenia Studentów 1[3].
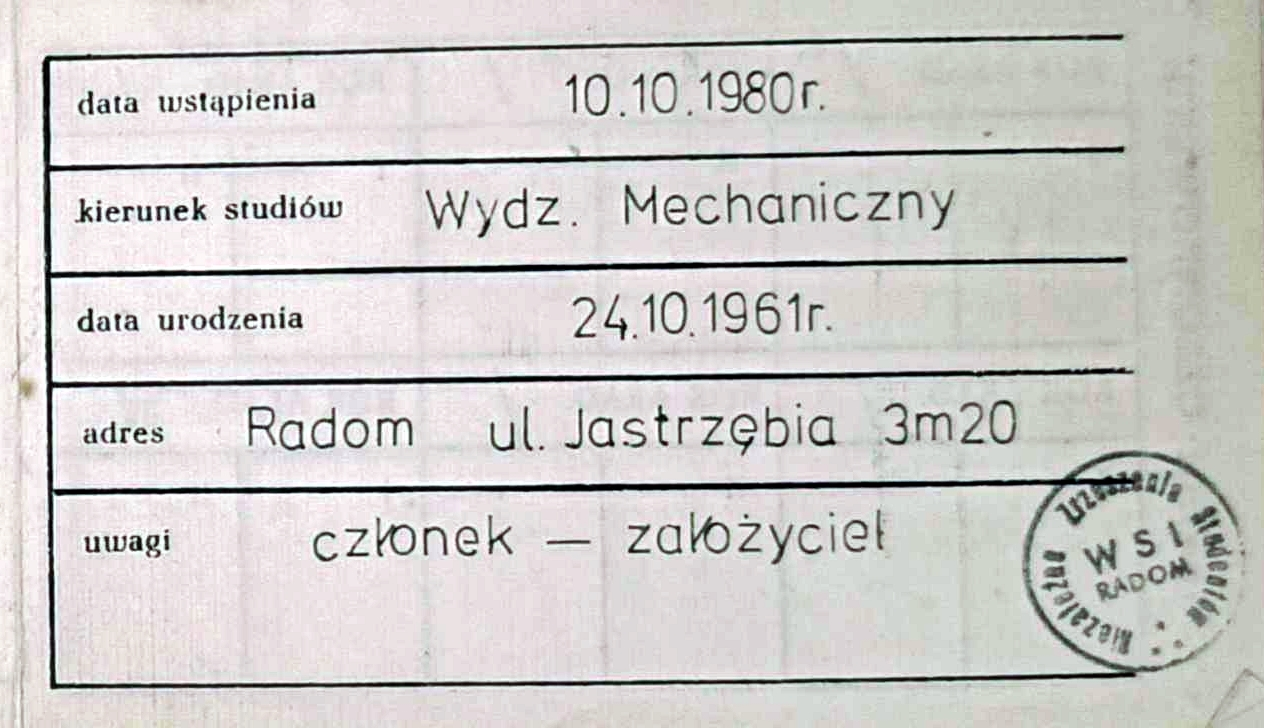
Andrzej Radkiewicz, legitymacja członkowska Niezależnego Zrzeszenia Studentów 2[3].
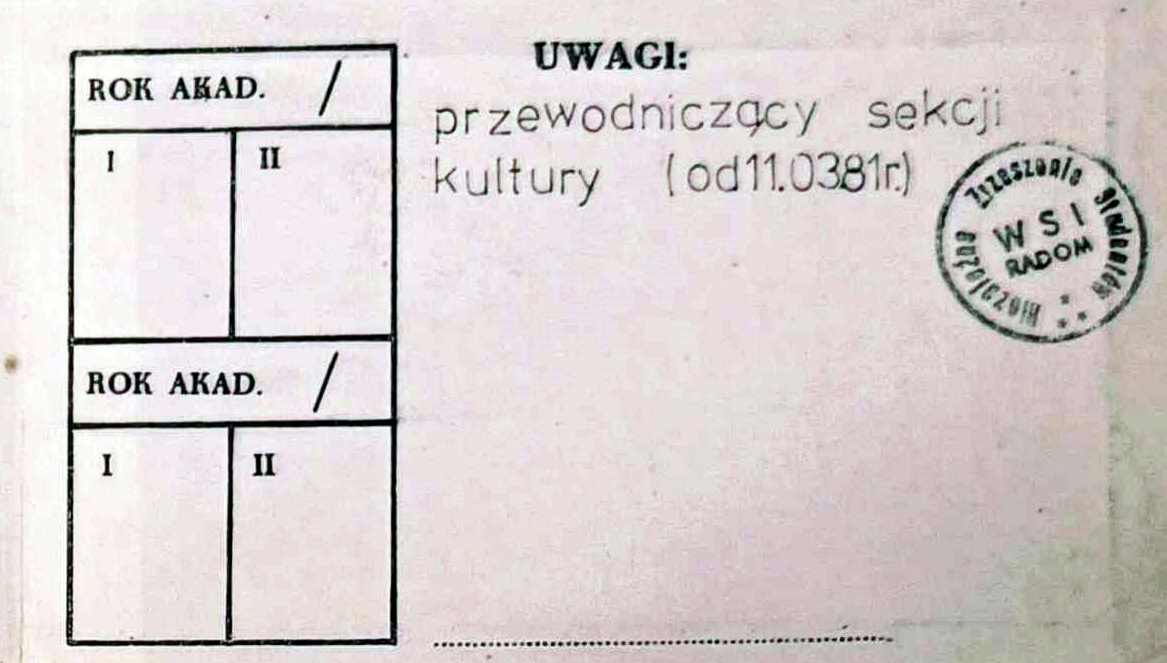
Andrzej Radkiewicz, legitymacja członkowska Niezależnego Zrzeszenia Studentów 3[3].

## Odznaczenia
- Krzyż Wolności i Solidarności[3][9]
- Złoty Krzyż Zasługi[1]
- Medal Stulecia Odzyskanej Niepodległości[10]
- Zasłużony Działacz Kultury[1]
- Medal Miasta Radomia[11]